# Bisetocreagris
Bisetocreagris es un género de pseudoscorpiones de la familia Neobisiidae.  Se distribuye por Asia.

## Especies
Según Pseudoscorpions of the World 1.2::
- Bisetocreagris afghanica (Beier, 1959)
- Bisetocreagris annamensis (Beier, 1951)
- Bisetocreagris brevidigitata (Chamberlin, 1930)
- Bisetocreagris furax (Beier, 1959)
- Bisetocreagris gracilis (Redikorzev, 1934)
- Bisetocreagris indochinensis (Redikorzev, 1938)
- Bisetocreagris japonica (Ellingsen, 1907)
- Bisetocreagris kaznakovi (Redikorzev, 1918)
  - Bisetocreagris kaznakovi kaznakovi
  - Bisetocreagris kaznakovi lahaulensis
- Bisetocreagris klapperichi (Beier, 1959)
- Bisetocreagris kwantungensis (Beier, 1967)
- Bisetocreagris lampra (Chamberlin, 1930)
- Bisetocreagris latona (Curcic, 1985)
- Bisetocreagris nankingensis Curcic, 1983
- Bisetocreagris nuratiensis Dashdamirov & Schawaller, 1992
- Bisetocreagris orientalis (Chamberlin, 1930)
- Bisetocreagris parablothroides (Beier, 1951)
- Bisetocreagris philippinensis (Beier, 1931)
- Bisetocreagris pygmaea (Ellingsen, 1907)
- Bisetocreagris silvestrii (Chamberlin, 1930)
- Bisetocreagris silvicola (Beier, 1979)
- Bisetocreagris tenuis (Redikorzev, 1934)
- Bisetocreagris thailandica Schawaller, 1994
- Bisetocreagris turkestanica (Beier, 1929)
- Bisetocreagris ussuriensis (Redikorzev, 1934)

## Publicación original
- Ćurčić, 1983: A revision of some Asian species of Microcreagris Balzan, 1892 (Neobisiidae, Pseudoscorpiones). Bulletin of the British Arachnological Society, vol. 6, n.º 1, pp. 23-36.